# Морський бій (настільна гра)
«Морський бій» — гра для двох учасників, у якій гравці по черзі називають координати на невідомій їм карті суперника. Якщо у суперника в тому місці є корабель (координати зайняті), то корабель або його частина «тоне», а той, хто влучив, здобуває право зробити ще один хід. Мета гравця — першим влучити в всі кораблі супротивника. 
Гру вперше випустила у вигляді настільної гри компанія Milton Bradley Company 1931 року. 

## Класичний морський бій

### Правила розміщення кораблів (флоту)
Ігрове поле — квадрат 10 × 10 кожного гравця, на якому розміщений флот кораблів. 
Горизонталі зазвичай нумерують зверху вниз, а вертикалі позначають буквами зліва направо. При цьому використовують літери української (латинської) абетки. Іноді використовується слово «республіка», тому що це 10 буквене слово, де жодна буква не повторюється. Оскільки існують різні варіанти нанесення системи координат, то про це краще заздалегідь домовитися. 
Загалом є десять кораблів: 
- 1 корабель — ряд із 4 клітин («лінкор», або «чотирипалубний»)
- 2 кораблі — ряд із 3 клітин («крейсери», або «трипалубні»)
- 3 кораблі — ряд із 2 клітин («есмінці», або «двопалубні»)
- 4 кораблі — 1 клітина («підводні човни», або «однопалубні»)

Інший варіант назви — трубні (напр. двотрубний). 
При розміщенні кораблі не можуть торкатися один одного кутами (трапляються, однак, варіанти, коли це не заборонено). 
Рідко (за домовленістю), але трапляються варіанти гри, коли кораблі можуть бути у вигляді квадрата («чотирипалубні») або літерою «Г» («три-» та «чотирипалубні»). 
Поруч зі «своїм» квадратом креслять «чужий» такого самого розміру, лише порожній. Це ділянка моря, де ходять кораблі супротивника. 
При влученні в корабель супротивника — на чужому полі ставлять хрестик.  
Той, хто влучив, стріляє ще раз.

### Пошук і потоплення кораблів супротивника
Перед початком бойових дій гравці кидають жереб чи домовляються, хто буде ходити першим. 
Гравець, що виконує хід, здійснює постріл — називає вголос координати клітини, в якій, на його думку, перебуває корабель суперника, наприклад, «К1!». 
1. Якщо постріл влучив у клітину, яку не займає жоден з кораблів супротивника, то гравець дістає відповідь «Мимо!» і той, хто стріляв, ставить на чужому квадраті в цьому місці крапку. Право ходу переходить до суперника.
2. Якщо постріл влучив у клітину, де розташований багатопалубний корабель (розміром більше ніж 1 клітина), то гравець дістає відповідь «Поранив!» або «Влучив!», крім одного випадку (див. пункт 3). Гравець, що стріляв, ставить на чужому полі в цю клітину хрестик, а його супротивник ставить хрестик на своєму полі також у цю клітку. Гравець, який стріляв, дістає право на ще один постріл.
3. Якщо постріл влучив у клітину, де розташований однопалубний  корабель, або в останню неуражену клітину багатопалубного корабля, то гравець чує у відповідь «Потоплений!» або «Вбито!». Обидва гравці відзначають потоплений корабель на аркуші. Гравець, що стріляв, здобуває право на ще один постріл.

Переможцем є той, хто першим потопив усі 10 кораблів противника. Суперники вивчають ігрові поля один у одного і затверджують результат, якщо не було жодних порушень.

### Порушення
1. * Гравець неправильно накреслив своє (!) поле.
2. * Кількість кораблів не узгоджується з правилами.
3. * Кораблі торкаються один одного.
4. * Неправильні розміри поля.
5. * Помилкова система координат.
6. * Гравець робив на своєму ігровому полі зміни, не передбачені правилами гри (в процесі гри можна ставити лише точки та хрестики і лише за правилами), наприклад, домалював корабель, якого не вистачає[1].
7. * Гравець підглянув розташування кораблів супротивника[1].
8. * Гравець пропустив свій хід.